# Balélédo
Balélédo est un village du département et la commune rurale de Ténado, situé dans la province du Sanguié et la région du Centre-Ouest au Burkina Faso.

## Éducation et santé
La commune accueille une école primaire et un centre de santé et de protection sociale (CSPS).